# Камифурано
Камифурано (яп. 上富良野町 Камифурано-тё:) — посёлок в Японии, находящийся в уезде Сорати округа Камикава губернаторства Хоккайдо. Площадь посёлка составляет 237,18 км², население — 11 325 человек (30 июня 2014), плотность населения — 47,75 чел./км².

## Географическое положение
Посёлок расположен на острове Хоккайдо в губернаторстве Хоккайдо. С ним граничат город Фурано и посёлки Накафурано, Минамифурано, Биэй, Синтоку.

## Население
Население посёлка составляет 11 325 человек (30 июня 2014), а плотность — 47,75 чел./км². Изменение численности населения с 1980 по 2005 годы:
| 1980 | 14 441 чел. |  |
| 1985 | 14 127 чел. |  |
| 1990 | 13 265 чел. |  |
| 1995 | 12 881 чел. |  |
| 2000 | 12 809 чел. |  |
| 2005 | 12 352 чел. |  |

## Символика
Деревом посёлка считается Picea glehnii, цветком — лаванда.